# ليندا فيري
ليندا فيري (بالإيطالية: Linda Ferri)‏ هي كاتِبة إيطالية، ولدت في 1957 في روما في إيطاليا.

## وصلات خارجية
- ليندا فيري على موقع IMDb (الإنجليزية)
- ليندا فيري على موقع قاعدة بيانات الفيلم (الإنجليزية)